# Lena Martell
Lena Martell (* 15. Mai 1940 in Glasgow; richtiger Name Helen Thomson) ist eine schottische Fernsehmoderatorin und Sängerin, die vor allem für ihren Hit One Day at a Time aus dem Jahr 1979 bekannt ist.

## Leben
Lena Martell wuchs in ihrer Geburtsstadt Glasgow auf und mit 11 Jahren sang sie in der Dixie-Band ihres ältesten Bruders. Nachdem der mit 22 Jahren bei einem Unfall verstorben war, beschloss sie, Sängerin zu werden, und bekam bereits mit 17 Jahren einen Plattenvertrag. 1961 hatte sie mit Love Can Be einen ersten Hit, mit dem sie auf sich aufmerksam machte.
Anfang der 1970er Jahre kam sie dann zum Fernsehen. 1972 bekam sie bei der BBC eine eigene Samstagabendshow, The Lena Martell Show, die erfolgreich über zehn Jahre lief und regelmäßig bis zu 12 Millionen Zuschauer hatte.
Im Verlauf des Jahrzehnts wurden dann auch ihre Platten erfolgreich. Dabei sang sie vor allem Easy-Listening- und Country-Klassiker sowie Coverversionen. Mit dem Album That Wonderful Sound of Lena Martell kam sie 1974 erstmals in die britischen Charts.
Nach zwei weiteren Hitalben erschien 1979 Lena’s Music Album. Damit schaffte sie es nicht nur erstmals unter die Top 5 der UK-Albumcharts, zum ersten Mal wurde auch erfolgreich eine Single ausgekoppelt. Es handelte sich um den Song One Day at a Time. Das Lied wurde Mitte der 1970er Jahre von Marijohn Wilkin und Kris Kristofferson geschrieben und 1974 ein Top-40-Hit der amerikanischen Countrysängerin Marilyn Sellars in den US-Popcharts. Von der Gospel Music Association wurde es zum Song des Jahres gekürt. Die Version von Lena Martell fand in Großbritannien so großen Anklang, dass sie im Oktober 1979 auf Platz 1 der Charts kam und dort 3 Wochen lang blieb. Insgesamt war sie mit dem Lied 36 Wochen in den Charts, was ihr einen Eintrag ins Guinness-Buch der Rekorde 1979/80 einbrachte.
Für die Schottin blieb es das einzige Mal, dass sie in die Singles-Charts kam. Das Lied One Day at a Time wurde im Jahr darauf von der US-amerikanischen Country- und Gospelsängerin Cristy Lane veröffentlicht, es erreichte in den US-Countrycharts 1980 Platz 1 und wurde ihr größter Hit. Daneben existieren noch mehrere Hundert weitere Aufnahmen des Klassikers weltweit, unter anderem von Charley Pride, Joan Baez und Judy Collins.
Mit By Request und Beautiful Sunday hatte die Schottin 1980 noch zwei weitere Alben erfolgreich in den Charts. Insgesamt nahm sie über 30 Alben auf, die ihr Publikum fanden, auch wenn sie es danach nicht mehr bis nach vorne in die Hitparaden schaffte. Sie gab weltweit Konzerte und spielte vor ausverkauftem Haus unter anderem an renommierten Orten wie dem London Palladium und in Las Vegas. Des Weiteren war sie auch als Musicalsängerin tätig und spielte nicht nur im Londoner West End, sondern auch am New Yorker Broadway.
Nach den erfolgreichen 1970er und 1980er Jahren kamen in den 1990er Jahren mehrere Rückschläge für Lena Martell. 1992 war sie pleite, nachdem sie sich auf Immobilienspekulationen eingelassen hatte. Dazu kamen eigene gesundheitliche Probleme. Nachdem ihre Mutter an Alzheimer erkrankte war, zog sie sich zurück und kümmerte sich achteinhalb Jahre lang um sie. Ihre Mutter starb 2001.
Danach kehrte sie wieder ins Plattenstudio und auf die Bühne zurück und seit 2005 veröffentlicht sie wieder neue Alben. In ihrer Karriere ist sie mit neun Goldenen und einer Platin-Schallplatte ausgezeichnet worden.

## Diskografie
- That Wonderful Sound of Lena Martell (1974)
- The Best of Lena Martell (1977)
- The Lena Martell Collection (1978)
- Lena’s Music Album (1979)
- By Request (1980)
- Beautiful Sunday (1980)
- Love Songs (1988)
- Feelings (1991)
- My Homeland (2005)
- Songs from a Woman’s Heart (2006)